# 일광천
일광천(日光川)은 부산광역시 기장군 일광읍의 웅천저수지에서 발원하여 동류하다가, 동해로 흘러드는 하천이다. 기장군 기장읍과 일광읍의 실질적인 경계가 된다.
2011년 3월 9일 국립수산과학원과 기장군은 좌광천과 일광천에 어린연어 12만 마리를 방류하였다. 전에도 2007년부터 연어 20마리가 회귀한 것을 시작으로 2009년 71마리, 2010년 36마리의 회귀를 확인하였다. 그리고 2010년 11월에는 일광천으로 산란을 위해 모천(母川)으로 회귀한 어미연어 17마리를 포획하였다.